# Spoorlijn 21
Spoorlijn 21 is een Belgische spoorlijn die Landen verbindt met Hasselt. De spoorlijn is enkelsporig tussen Landen en Alken.

## Geschiedenis
Op 25 mei 1837 werd de aftakking naar Limburg van de in aanleg zijnde staatsspoorlijn Leuven-Luik bij Koninklijk Besluit goedgekeurd. Er werden drie tracés voorgesteld (Borgworm - Tongeren - Maastricht, Luik - Tongeren - Hasselt en Landen - Sint-Truiden - Hasselt). In 1838 werd gekozen voor het laatste traject. Het tweede traject werd tussen 1856 en 1877 aangelegd als spoorlijn 34.
Het baanvak Landen - Sint-Truiden werd aangelegd door de Belgische Staat en werd op 6 oktober 1839 ingereden in aanwezigheid van koning Leopold I. Minister van Openbare Werken Jean-Baptiste Nothomb verklaarde op dat moment dat het baanvak Sint-Truiden - Hasselt spoedig zou volgen. Ook de exploitatie van het baanvak gebeurde door de Belgische Staat.
Het zou nog acht jaar duren vooraleer het baanvak Sint-Truiden - Hasselt zou geopend worden. De stad Tongeren wilde namelijk eerst een verbinding met Luik maar dit voorstel werd door de provincieraad verworpen. Uiteindelijk richtten de Hasseltse jeneverstokers een drukkingsgroep op om spoed achter de verbinding te zetten.
In 1844 werd de verbinding Sint-Truiden - Hasselt via Alken officieel voorgesteld en in 1845 startten de werken. De Belgische Staat had de bouw uitgegeven aan de Britse groep MacKenzie Company die tijdens de werken haar naam veranderde in Société anonyme des chemins de fer de Tournai à Jurbise et de Landen à Hasselt. De werken liepen grote vertraging op omdat op 17 april 1846 een spoorwegbrug instortte in Sint-Lambrechts-Herk. Op 23 september 1846 stortte aldaar ook de brug over de Herk in.
Hasselt wilde de officiële inhuldiging van de lijn niet meer uitstellen. Op 12 juli 1847 werd de spoorlijn in aanwezigheid van minister van Openbare Werken de Bavay ingereden tot in Alken en waarna het met de koets verderging tot Hasselt. Op 8 december 1847 was de lijn volledig klaar en reed de eerste trein het station van Hasselt binnen. De lijn werd vanaf dat ogenblik opnieuw uitgebaat door de Belgische Staat.
In 1848 werd de telegraafverbinding aangelegd langs de spoorweg en vanaf 1849 was er in Landen een directe aansluiting naar Duitsland. Vanaf 1856 werd de exploitatie van de spoorlijn overgenomen door de Aken-Maastrichtse Spoorwegmaatschappij die ook de lijn Maastricht-Hasselt aangelegd had en exploiteerde. Zij bouwde ook ten zuiden van het Hasseltse station een verbindingsbocht met een spoorweghalte tussen de 2 spoorlijnen zodat er een rechtstreekse verbinding Aken-Maastricht-Landen ontstond.
Vanaf 1867 werd de exploitatie van de spoorlijn overgenomen door de Grand Central Belge om ten slotte in 1897 overgenomen te worden door de Belgische Staat. In 1898 werden verbeteringswerken uitgevoerd op de lijn zodat de reistijd korter werd. In 1900 werd de spoorlijn genationaliseerd. De lijn kende een grote bloei en verscheidene nieuwe stopplaatsen werden geopend.
In 1957 had de lijn te lijden onder de hervormingsplannen van de NMBS. Drie stations en drie stopplaatsen op de lijn werden gesloten. Anderzijds werd er ook geïnvesteerd in de spoorlijn. De geëlektrificeerde spoorlijn, waarbij de meeste overwegen vervangen werden door bruggen en tunnels, werd op 28 mei 1960 ingereden door minister van Verkeerswezen Segers.
In 1967 werd de aansluiting in Landen meer naar het oosten, met een koker onder de spoorlijn, gelegd. In 1982 werd het baanvak Alken-Hasselt op twee sporen gebracht en sinds 2002 is er een tweede verbindingsboog met spoorlijn 36 te Landen.

## Toekomst
In de Vlaamse spoorstrategie uit 2013 wordt de aanleg van een tweede spoor tussen Landen en Alken als prioriteit vermeld.

## Treindiensten
De NMBS verzorgt het personenvervoer met IC en piekuurtreinen. 
| Serie       | Treinsoort          | Route                                                                    | Bijzonderheden             |
| ----------- | ------------------- | ------------------------------------------------------------------------ | -------------------------- |
| IC 03       | Intercity (NMBS)    | Genk – Leuven – Brussel-Zuid – Gent-Sint-Pieters – Brugge – Blankenberge |                            |
| P 7300/8300 | Piekuurtrein (NMBS) | Genk – Hasselt – Leuven – Brussel-Zuid                                   | Rijdt alleen op werkdagen. |
| P 7310/8310 | Piekuurtrein (NMBS) | Leuven – Hasselt – Genk                                                  | Rijdt alleen op werkdagen. |
| P 7370/8370 | Piekuurtrein (NMBS) | Genk – Hasselt                                                           | Rijdt alleen op werkdagen. |

## Aansluitingen
In de volgende plaatsen is of was er een aansluiting op de volgende spoorlijnen:
Landen
Spoorlijn 36 tussen Brussel-Noord en Luik-Guillemins
Spoorlijn 127 tussen Landen en Statte
Spoorlijn 147 tussen Landen en Tamines
Sint-Truiden
Spoorlijn 23 tussen Drieslinter en Tongeren
Hasselt
Spoorlijn 21A tussen Hasselt en Maaseik
Spoorlijn 34 tussen Hasselt en Luik-Guillemins
Spoorlijn 35 tussen Leuven en Hasselt

## Verbindingsspoor
21/1: Y Brugstraat (lijn 36) - Y Gingelomstraat (lijn 21)